# Cucut reial oriental
El cucut reial oriental (Clamator coromandus) és una espècie d'ocell de la família dels cucúlids (Cuculidae) que habita boscos i garrigues del nord i est de l'Índia, sud i est de la Xina, Myanmar i Indoxina.